# 鲁莫尔
鲁莫尔是德国石勒苏益格－荷尔斯泰因州的一个市镇。总面积8.60平方公里，总人口753人，其中男性382人，女性371人（2011年12月31日），人口密度88人/平方公里。